# Vogelwaarde
Vogelwaarde est un village appartenant à la commune néerlandaise de Hulst, situé dans la province de la Zélande, en Flandre zélandaise. En 2009, le village comptait 2 156 habitants.
Vogelwaarde était le nouveau nom de la commune créée en 1936 par la fusion de Boschkapelle, Hengstdijk, Ossenisse et Stoppeldijk. Lorsqu'en 1970 la commune de Vogelwaarde fut rattaché à la commune de Hontenisse, Vogelwaarde devenait le nom de la fusion des deux villages de Boschkapelle et Stoppeldijk. Après avoir été un nom de commune, Vogelwaarde est seulement devenu nom de village.